# 教員養成課程認定大学短期大学一覧
教員養成課程認定大学短期大学一覧（きょういんようせいかていにんていだいがくたんきだいがくいちらん）は、教育関連の書物の一つである。文部省（現在の文部科学省）大学学術局により編集された。

## 概要
- 教職課程を置く日本の大学・短期大学が一覧表として掲載された書物である。
- 発行は、新制大学や短期大学が発足してまもない、概ね1955年前後であり、当時教職課程をおいていた新制大学や短期大学について調べるのに、重要な手がかりとなる。
- 発行年度が、1950年代と古く、旧字体で書かれていることが多い。また、略字で書かれたりしているところも多い。
- 例えば、短期大学については、高等学校教諭免許状がかつて設置されていたということも確認できる。

## 所蔵場所
- 国立国会図書館や国立教育政策研究所図書館など日本有数の大手図書館。

## 関連書物
- 『教員養成課程認定大学短期大学等総覧』（全国高等学校長協会）1969年度より発行

## 同書物の調査方法
- WebOPAC書誌詳細にて、同記事名を入力すれば、詳細がわかる。